# George Charles Aid
George Charles Aid (1872-1938) est un peintre et graveur américain, qui fut actif en France et en Caroline du Nord.

## Biographie
Américain, George Aid est né le 26 août 1872 à Quincy, dans l'Illinois.
Après une année de formation à l'école d'art de Saint-Louis (Missouri), il obtient, en 1899, une bourse d'études à l'étranger et part s'installer à Paris, où il va demeurer jusqu'en 1914.
Il s'inscrit à l'Académie Julian et fréquente les ateliers de Jean-Paul Laurens et Benjamin-Constant, puis, à l'Académie de la Grande Chaumière, ceux de Lucien Simon et Charles Cottet.
Il voyage à travers la France, et, sous l'influence marquée de Whistler, il exécute de nombreuses eaux-fortes représentant des paysages et des vieilles bâtisses : outre Paris, il grave la Normandie, les châteaux de la Loire, Chartres, Albi, Castelvieil, Carcassonne, etc.
En 1904, ses travaux montrés durant l'exposition universelle de Saint-Louis remportent une médaille d'argent.
Au Salon de Paris en 1906, l'État suédois lui achète une grande toile ; il expose aussi ses gravures en janvier de cette même année à l'American Art Association rue Notre-Dame-des-Champs, aux côtés de Clarence Gagnon, Huc-Mazelet Luquiens (en), et Herman Armour Webster : son travail est remarqué, entre autres par le critique du New York Times, Charles DeKay. Fin 1908, il expose des eaux-fortes à la galerie Henri Graves, rue Caumartin à Paris.
Aid fréquente à Paris de nombreux artistes américains, tels que Richard E. Miller ou Frederick Carl Frieseke : il forme avec eux et beaucoup d'autres une petite communauté d'artistes dont la Revue illustrée révèle l'existence en septembre 1904 sous la plume du critique Henri Frantz. C'est également à Paris qu'il rencontre une étudiante en musique, Mary Orr (1880–1977), originaire de Caroline du Nord et qui deviendra sa femme en 1910, et dont il eut un fils, prénommé également George Charles, né en 1919.
Le couple part s'installer en Italie peu avant le début de la Première Guerre mondiale, puis décide de rentrer aux États-Unis. Ils s'établissent à partir de 1920 à Tryon (Caroline du Nord) où ils parviennent à reconstituer une petite communauté d'artistes ; ils cultivent aussi la vigne.
En quelques années, George Charles Aid devient un artiste reconnu dans toute la région : il enseigne l'art, exécute de nombreuses gravures, ainsi que des portraits peints des personnalités locales. The Baptism of Virginia Dare est un grand tableau qui lui fut commandé pour commémorer la fondation de la Caroline du Nord : cette œuvre se trouve exposée désormais au Mint Museum of Art de Charlotte.
Il meurt à Tryon le 12 mai 1938.

## Conservation
La bibliothèque Jacques Doucet-INHA conserve dix-huit eaux-fortes, des paysages représentant des monuments et vieilles pierres françaises : ces estampes furent acquises par le collectionneur et couturier Jacques Doucet en 1912.

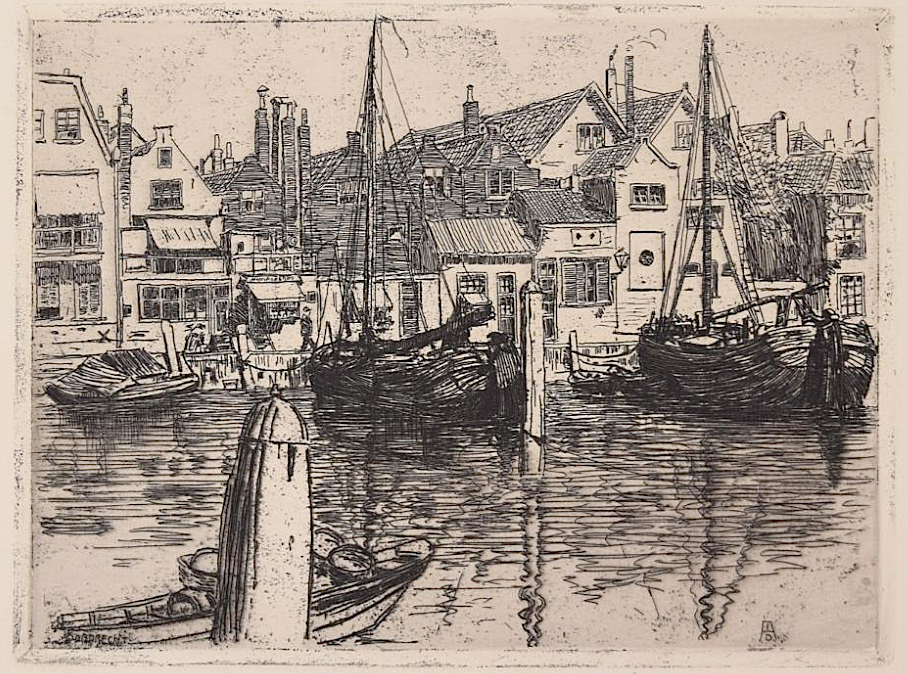
The Meuse in Dordrecht, eau-forte (1903, Gazette des beaux-arts)
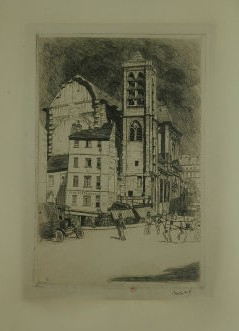
Saint Nicolas du Chardonnet, eau-forte
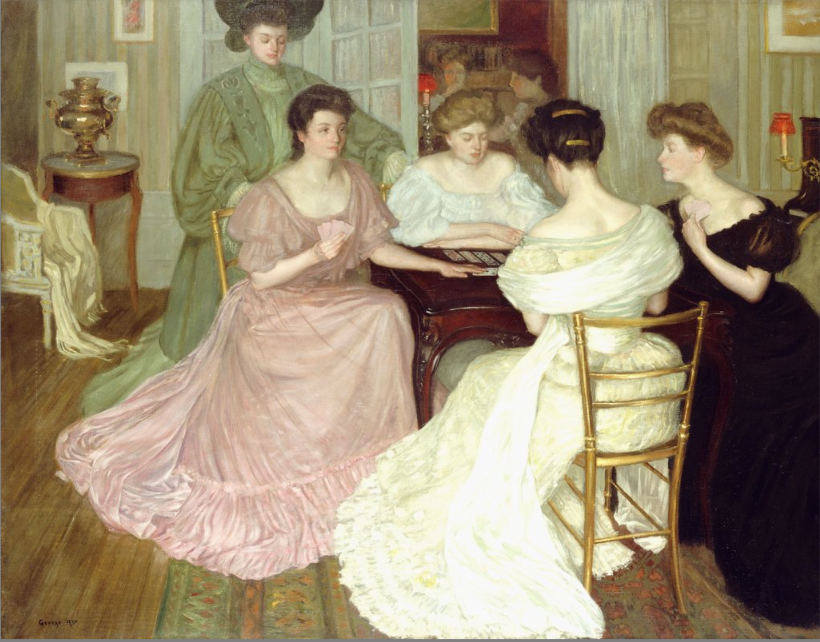
The Bridge[7], huile sur toile (1907, collection particulière)